# Temporada 1977-78 de los Cleveland Cavaliers
La temporada 1977-78 fue la octava de los Cleveland Cavaliers en la NBA. La temporada regular acabó con 43 victorias y 39 derrotas, ocupando el cuarto puesto de la conferencia Este, clasificándose para los playoffs, en los que cayeron en primera ronda ante New York Knicks.

## Elecciones en elDraft
| Ronda | Puesto | Jugador      | Posición | Nacionalidad   | Universidad |
| ----- | ------ | ------------ | -------- | -------------- | ----------- |
| 2     | 33     | Eddie Jordan | Escolta  | Estados Unidos | Rutgers     |

## Temporada regular
| División Central      | División Central | División Central | División Central | División Central | División Central | División Central | División Central | División Central |
| Equipo                | G                | P                | %                | PD               | Casa             | Fuera            | Div              |                  |
| --------------------- | ---------------- | ---------------- | ---------------- | ---------------- | ---------------- | ---------------- | ---------------- | ---------------- |
| y-San Antonio Spurs   | 52               | 30               | .634             | –                | 32–9             | 20–21            | 15–5             |                  |
| x-Washington Bullets  | 44               | 38               | .537             | 8                | 29–12            | 15–26            | 14–6             |                  |
| x-Cleveland Cavaliers | 43               | 39               | .524             | 9                | 27–14            | 16–25            | 9–11             |                  |
| x-Atlanta Hawks       | 41               | 41               | .500             | 11               | 29–12            | 12–29            | 8–12             |                  |
| New Orleans Jazz      | 39               | 43               | .476             | 13               | 27–14            | 12–29            | 8–12             |                  |
| Houston Rockets       | 28               | 54               | .341             | 24               | 21-20            | 7-34             | 6–14             |                  |

## Playoffs

### Primera ronda
Cleveland Cavaliers vs.  New York Knicks 
| Fecha       | Partido                                      | Ciudad     |
| ----------- | -------------------------------------------- | ---------- |
| 12 de abril | Cleveland Cavaliers 114, New York Knicks 132 | Cleveland  |
| 14 de abril | New York Knicks 109, Cleveland Cavaliers 107 | Nueva York |
|             | New York Knicks gana las series 2-0          |            |

## Estadísticas
| Rk | Jugador       | Edad | P  | PT | MP   | TC  | TCI  | %TC  | TL  | TLI | %TL  | RO  | RD  | RT   | AS  | RB  | TAP | BP  | FP  | PTS  |
| -- | ------------- | ---- | -- | -- | ---- | --- | ---- | ---- | --- | --- | ---- | --- | --- | ---- | --- | --- | --- | --- | --- | ---- |
| 1  | Jim Chones    | 28   | 82 |    | 35.4 | 6.4 | 13.6 | .472 | 2.2 | 3.0 | .720 | 2.7 | 7.6 | 10.3 | 1.6 | 0.6 | 0.7 | 2.2 | 2.9 | 15.0 |
| 2  | Campy Russell | 26   | 72 |    | 35.0 | 7.3 | 16.2 | .448 | 4.9 | 6.5 | .751 | 2.1 | 4.2 | 6.4  | 3.9 | 1.2 | 0.2 | 2.9 | 2.7 | 19.4 |
| 3  | Walt Frazier  | 32   | 51 |    | 32.6 | 6.6 | 14.0 | .471 | 3.0 | 3.5 | .850 | 1.1 | 3.0 | 4.1  | 4.1 | 1.5 | 0.3 | 2.2 | 2.4 | 16.2 |
| 4  | Foots Walker  | 26   | 81 |    | 30.8 | 3.5 | 7.9  | .448 | 2.0 | 2.7 | .719 | 0.9 | 2.7 | 3.6  | 5.6 | 2.2 | 0.3 | 2.2 | 2.7 | 9.0  |
| 5  | Austin Carr   | 29   | 82 |    | 26.7 | 5.0 | 11.5 | .438 | 2.2 | 2.7 | .813 | 0.9 | 1.4 | 2.3  | 2.7 | 0.8 | 0.2 | 1.8 | 2.0 | 12.3 |
| 6  | Elmore Smith  | 28   | 81 |    | 24.6 | 5.0 | 10.0 | .497 | 2.5 | 3.8 | .663 | 2.2 | 6.2 | 8.4  | 0.7 | 0.6 | 2.2 | 1.7 | 3.0 | 12.5 |
| 7  | Jim Brewer    | 26   | 80 |    | 22.5 | 2.2 | 4.9  | .449 | 0.6 | 1.3 | .460 | 2.3 | 3.9 | 6.2  | 1.2 | 0.8 | 0.6 | 1.3 | 2.2 | 5.0  |
| 8  | Bingo Smith   | 31   | 82 |    | 19.3 | 4.5 | 10.2 | .439 | 1.3 | 1.6 | .800 | 0.8 | 1.7 | 2.5  | 1.1 | 0.5 | 0.3 | 1.0 | 1.9 | 10.3 |
| 9  | Terry Furlow  | 23   | 53 |    | 15.6 | 3.6 | 8.4  | .433 | 1.7 | 1.9 | .889 | 0.9 | 1.1 | 2.0  | 1.4 | 0.4 | 0.3 | 1.5 | 1.3 | 8.9  |
| 10 | John Lambert  | 25   | 76 |    | 14.1 | 1.9 | 4.4  | .423 | 0.4 | 0.6 | .563 | 1.6 | 2.6 | 4.3  | 0.5 | 0.4 | 0.7 | 0.8 | 2.2 | 4.1  |
| 11 | Dick Snyder   | 33   | 58 |    | 11.4 | 1.9 | 4.3  | .444 | 1.0 | 1.1 | .875 | 0.2 | 0.7 | 0.8  | 1.0 | 0.4 | 0.3 | 0.8 | 1.3 | 4.8  |
| 12 | Eddie Jordan  | 23   | 22 |    | 7.8  | 0.9 | 2.5  | .339 | 0.5 | 0.7 | .750 | 0.1 | 0.4 | 0.5  | 1.5 | 0.5 | 0.0 | 0.6 | 0.5 | 2.3  |